# Eroica-Halbinsel
Die Eroica-Halbinsel ist eine vereiste Halbinsel im Westen der Alexander-I.-Insel westlich der Antarktischen Halbinsel. Sie liegt nördlich der Beethoven-Halbinsel zwischen dem Mendelssohn Inlet und dem Wilkins-Schelfeis. Im Westen läuft sie im Kosar Point aus.
Kartiert wurde sie anhand von Luftaufnahmen und Trimetrogon-Vermessungsdaten der US-amerikanischen Ronne Antarctic Research Expedition (1947–1948) sowie anhand von Vermessungen des Falkland Islands Dependencies Survey aus den Jahren von 1948 bis 1950. Das UK Antarctic Place-Names Committee benannte sie am 20. Februar 1974 nach Beethovens 3. Sinfonie mit dem Titel Eroica.